# Crypsiphila atmophanes
Crypsiphila atmophanes är en fjärilsart som beskrevs av Turner 1947. Crypsiphila atmophanes ingår i släktet Crypsiphila och familjen mätare. Inga underarter finns listade i Catalogue of Life.